# Euscorpius naupliensis
Euscorpius naupliensis je řecký druh štírů z rodu Euscorpius. Tento druh byl oddělen od velmi podobného, příbuzného druhu Euscorpius italicus. Je středně velký až velký – dorůstá 30-42 mm. Zbarvení je hnědé až tmavě hnědé, se žlutýma nohama a telsonem.
Od E. italicus se liší zejména místy, v nichž se vyskytuje. Euscorpius naupliensis je totiž rozšířen pouze na omezeném území v Řecku. Jedná se o Peloponés a Zakynthos zahrnující blízké ostrovy Pelouzo. Euscorpius naupliensis je synantropní – obývá staré domy, zdi a sklepy.